# Anthomyia plurinervis
Anthomyia plurinervis este o specie de muște din genul Anthomyia, familia Anthomyiidae. A fost descrisă pentru prima dată de Albququerque în anul 1958. Conform Catalogue of Life specia Anthomyia plurinervis nu are subspecii cunoscute.